# لج دا استاز
لج دا استاز (به لاتین: Lej da Staz) یک دریاچه و جنگل در سوئیس است که در کانتون گراوبوندن واقع شده‌است.